# Fredric Jameson
Fredric Jameson (Cleveland, 14 april 1934 – Durham, 22 september 2024) was een Amerikaans literatuurcriticus en marxistisch theoreticus. Jameson stond bekend om zijn analyse van hedendaagse culturele trends. Zijn bekendste werken zijn Marxism and Form (1971), The Political Unconscious (1981) en Postmodernism, or, The Cultural Logic of Late Capitalism (1991). Jameson was hoogleraar aan Duke University in Durham in North Carolina. In 2012 ontving hij de Award for Lifetime Scholarly Achievement van de Modern Language Association (MLA).
Jameson overleed op 22 september 2024 op 90-jarige leeftijd.